# Alexander Brückner

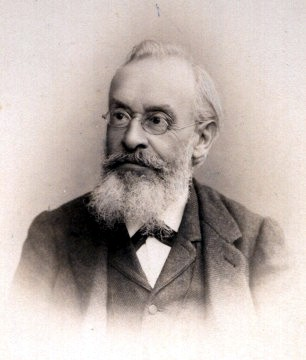
Alexander Brückner im Jahre 1894

Alexander Brückner (* 24. Julijul. / 5. August 1834greg. in Sankt Petersburg; † 3. Novemberjul. / 15. November 1896greg. in Jena) war ein russlanddeutscher Historiker.

## Leben
Brückner war ein Sohn des Kaufmanns Gustav Brückner und seiner Ehefrau Juliane, geb. Amburger. Alexander Brückner besuchte von 1846 bis 1851 die deutschsprachige Petrischule seiner Heimatstadt. Anschließend studierte er in Deutschland, und zwar an den Universitäten Heidelberg, Jena und Berlin, Geschichte und Nationalökonomie als Schüler u. a. von Johann Gustav Droysen, Ludwig Häusser, Leopold von Ranke und Friedrich von Raumer.
Nach der Promotion mit einer Dissertation Zur Geschichte des Reichstages zu Worms 1521 im Jahre 1860 kehrte er nach Sankt Petersburg zurück und wirkte an der dortigen Kaiserlichen Rechtsschule von 1861 bis 1867 als Professor für Geschichte. Für einige Zeit war Brückner auch Privatdozent an der Universität Petersburg.
1867 folgte er einem Ruf an die neugegründete Universität Odessa, fünf Jahre später wechselte er an die Kaiserliche Universität zu Dorpat (bis 1891). Seine wissenschaftlichen Interessen galten insbesondere der Wirtschaftsgeschichte und der Kulturgeschichte.
1879/1880 war Alexander Brückner Mitglied der Expedition von Nikolai Michailowitsch Prschewalski nach Tibet und zum Quellgebiet des Gelben Flusses.
1891 wurde Brückner im Zuge der Russifizierung der Universität Dorpat nach Kasan versetzt, um dort seine künftige Pension aufbessern zu können. Doch er trat diese Stelle nicht an. Stattdessen nahm er mit seiner Frau Lucie, geb. Schiele, Wohnsitz in Jena.
Söhne waren der Geograph Eduard Brückner und der Ophthalmologe Arthur Brückner, sein Ururenkel ist der Violinist Gidon Kremer.

## Schriften (Auswahl)
- Finanzgeschichtliche Studien. Kupfergeldkrisen. Dissertation, Dorpat 1867, Archive.
- Zur Geschichte des Reichstages zu Worms 1521, Heidelberg 1860, Inauguraldissertation, Archive.
- Iwan Possoschkow. Ideen und Zustände im Zeitalter Peters des Großen. Leipzig 1878, Archive.
- Der Russisch-Schwedische Krieg 1788–1790. Sankt Petersburg 1869.
- Kulturhistorische Studien
  - Die Russen im Auslande im 17. Jahrhundert. Deubner, Riga 1878, Archive.
  - Die Ausländer in Russland im 17. Jahrhundert. Deubner, Riga 1878.
- Peter der Große. Grote, Berlin 1879 (= Allgemeine Geschichte in Einzeldarstellungen, 3. Hauptabteilung, 6. Teil, hrsg. von Wilhelm Oncken), Archive.
- Der Zarewitsch Alexei. Heidelberg 1880, Archive.
- Katharina die Zweite. Grote, Berlin 1883 (= Allgemeine Geschichte in Einzeldarstellungen, 3. Hauptabteilung, 10. Teil, hrsg. von Wilhelm Oncken), Archive.
- Die Europäisierung Russlands. Land und Volk. Perthes, Gotha 1888, Archive.
- Die Aerzte in Russland bis zum Jahr 1800, Sankt Petersburg 1887, Archive.
- Geschichte Russlands bis zum Ende des 18. Jahrhunderts. Band 1: Überblick über die Entwickelung bis zum Tode Peters des Großen, Perthes, Gotha 1896, Archive.
- Russische Literaturgeschichte. Band 1: Von den Anfängen bis 1866, Berlin/Leipzig 1919 (= Sammlung Göschen. 166); Band 2: 1867–1914, Berlin/Leipzig 1919 (= Sammlung Göschen. 788).
- Russische Literatur. Hirt, Breslau 1922.
- Polnische Literatur. Hirt, Breslau 1922.